# Campionati del mondo di ciclismo su pista 2021 - Chilometro a cronometro
La chilometro a cronometro ai Campionati del mondo di ciclismo su pista 2021 si è svolta il 22 ottobre 2021.
Vi hanno preso parte 23 atleti provenienti da 19 nazioni.

## Podio
| Pos.    | Atleta           | Nazionalità       |
| ------- | ---------------- | ----------------- |
| Oro     | Jeffrey Hoogland | Paesi Bassi       |
| Argento | Nicholas Paul    | Trinidad e Tobago |
| Bronzo  | Joachim Eilers   | Germania          |

## Risultati

### Qualificazioni
I migliori otto tempi si qualificano per la finale.
| Posizione | Batteria | Atleta                     | Nazione               | Tempo    | Gap    | Note |
| --------- | -------- | -------------------------- | --------------------- | -------- | ------ | ---- |
| 1         | 4        | Jeffrey Hoogland           | Paesi Bassi           | 58.746   |        | Q    |
| 2         | 10       | Nicholas Paul              | Trinidad e Tobago     | 59.269   | +0.523 | Q    |
| 3         | 8        | Joachim Eilers             | Germania              | 1:00.233 | +1.487 | Q    |
| 4         | 12       | Sam Ligtlee                | Paesi Bassi           | 1:00.441 | +1.695 | Q    |
| 5         | 10       | Patryk Rajkowski           | Polonia               | 1:00.510 | +1.764 | Q    |
| 6         | 11       | Alexander Sharapov         | Fed. Ciclistica Russa | 1:00.749 | +2.003 | Q    |
| 7         | 2        | Yuta Obara                 | Giappone              | 1:00.989 | +2.152 | Q    |
| 8         | 3        | Alejandro Martínez         | Spagna                | 1:01.000 | +2.254 | Q    |
| 9         | 9        | Davide Boscaro             | Italia                | 1:01.281 | +2.535 |      |
| 10        | 4        | Robin Wagner               | Rep. Ceca             | 1:01.292 | +2.546 |      |
| 11        | 11       | Santiago Ramírez           | Colombia              | 1:01.339 | +2.593 |      |
| 12        | 9        | Anton Höhne                | Germania              | 1:01.431 | +2.685 |      |
| 13        | 5        | Ryan Dodyk                 | Canada                | 1:01.440 | +2.694 |      |
| 14        | 8        | Muhammad Fadhil Mohd Zonis | Malaysia              | 1:01.589 | +2.843 |      |
| 15        | 1        | Ivan Gladyshev             | Fed. Ciclistica Russa | 1:01.835 | +3.089 |      |
| 16        | 12       | Andrey Chugay              | Kazakistan            | 1:02.232 | +3.486 |      |
| 17        | 3        | Dominik Topinka            | Rep. Ceca             | 1:02.649 | +3.897 |      |
| 18        | 6        | Ronaldo Laitonjam          | India                 | 1:02.656 | +3.910 |      |
| 19        | 7        | Juan Ruiz Teran            | Messico               | 1:02.834 | +4.088 |      |
| 20        | 6        | Vladyslav Denysenko        | Ucraina               | 1:04.074 | +5.328 |      |
| 21        | 5        | Mitchell Sparrow           | Sudafrica             | 1:04.327 | +5.581 |      |
| 22        | 2        | Mohamed Elyas Yusoff       | Singapore             | 1:04.370 | +5.624 |      |
| 23        | 7        | Norbert Szabo              | Romania               | 1:04.445 | +5.699 |      |

### Finale
| Posizione | Nome               | Nazione               | Tempo    | Gap    | Note |
| --------- | ------------------ | --------------------- | -------- | ------ | ---- |
| 1         | Jeffrey Hoogland   | Paesi Bassi           | 58.418   |        |      |
| 2         | Nicholas Paul      | Trinidad e Tobago     | 59.791   | +1.373 |      |
| 3         | Joachim Eilers     | Germania              | 1:00.008 | +0.217 |      |
| 4         | Patryk Rajkowski   | Polonia               | 1:00.624 | +0.833 |      |
| 5         | Sam Ligtlee        | Paesi Bassi           | 1:00.669 | +0.878 |      |
| 6         | Alexander Sharapov | Fed. Ciclistica Russa | 1:00.928 | +1.137 |      |
| 7         | Alejandro Martínez | Spagna                | 1:01.213 | +1.467 |      |
| 8         | Yuta Obara         | Giappone              | 1:01.385 | +1.595 |      |